# 엠파이어 아연 파업
엠파이어 아연 파업(Empire Zinc strike)은 미국 뉴멕시코주에서 엠파이어 아연회사의 노동자들이 차별임금과 주거 문제에 항의하며 15개월간 진행한 파업이다. 전국적 관심을 모아 1954년 영화로도 만들어졌다.
엠파이어 아연회사는 뉴저지 아연회사의 자회사로, 뉴멕시코주 실버시티 읍에 노동자 거주촌을 형성하고, 이 거주촌 외곽에 아연 광산들을 소유하고 있었다. 회사는 2교대 노동을 시키면서 백인 노동자들에게 멕시코계 노동자 및 혼혈 노동자보다 더 많은 임금과 더 쾌적한 집을 제공했다.
1950년 10월 17일, 실버시티 읍의 국제광산가공제련노동자조합 제890지부가 파업을 선언했다. 노조는 사측에 차등 임금과 주거 격리를 철폐하라고 요구했다. 또한 얼마 뒤에는 멕시코계 노동자들의 사택에도 옥내 화장실과 온수를 설치해줄 것을 요구사항에 추가했다. 사측은 사택에 퇴거 명령서를 붙이고 파업노동자들의 회사 식료품점 이용을 방해하는 것으로 화답했다. 1951년 초 제890지부 지부장으로 선출된 노동운동가 클린턴 젠크스가 노조측의 교섭위원을 맡았는데, 젠크스는 파업 도중 체포되어 16개월간 독방에 수감되었다. 여러 차례 폭력사태가 발생했으며, 특히 사측이 구사대를 불러오면서 폭력이 심화되었다. 이 소식이 퍼지자 지역 일대의 다른 기업들의 광부들도 파업에 동참하기 시작했다.
파업 8개월차, 사측은 시위자들이 피켓라인으로 돌아가지 못하도록 하는 법원명령서를 받아냈다. 투옥 협박을 받은 노동자들은 피켓라인에서 물러났으나, 대신 노동자들의 아내나 아이들이 그 자리를 채웠다. 이 여자들은 노동자가 아니었기 때문에 사측은 동일한 전술을 바로 적용할 수 없었다. 하지만 여자들도 경찰폭력의 대상이 되기는 마찬가지였으며, 파업 참여자를 떼로 체포할 때 함께 체포되기도 했다. 결국 법원은 여자들에게도 피켓팅을 금지하는 명령서를 발부했지만, 여자와 아이들을 대규모로 체포한 것이 전국적으로 알려지면서 여론이 악화되자 지역 보안관이 명령서 수행을 미루었다.
파업 15개월차인 1952년 1월 21일 사측이 결국 노동자들과 협상하기로 했다. 엠파이어 아연회사는 임금 인상과 사택의 온수 공급 등 파업 노동자들의 거의 모든 요구를 들어 주었다.